# Santa Inés (Michoacán)
Santa Inés es una población del estado mexicano de Michoacán de Ocampo, situada al occidente el mismo, en el municipio de Tocumbo.

## Localización y demografía
Santa Inés se encuentra ubicada en el occidente del estado de Michoacán, sus coordenadas geográficas son 19°42′42″N 102°32′54″O / 19.71167, -102.54833 y tiene una altitud de 1 606 metros sobre el nivel del mar. Se encuentra a unos dos kilómetros al occidente de la cabecera municipal, Tocumbo, con la que se comunica por una carretera pavimientada, misma que hacia el noroeste con la ciudad de Cotija de la Paz.
De acuerdo con el Censo de Población y Vivienda realizado en 2020 por el Instituto Nacional de Estadística y Geografía, tiene una población total de 496 habitantes, de los que 225 son hombres y 271 mujeres.